# Constitución de Rumania
La Constitución de 1991 de Rumania fue adoptada el 21 de noviembre de 1991. Fue aprobada en un referéndum el 8 de diciembre y entró en vigor el mismo día. Sigue siendo la actual ley fundamental que establece la estructura del Gobierno de Rumania, los derechos y obligaciones de los ciudadanos del país y su modo de aprobación de leyes. Se erige como la base de la legitimidad del gobierno rumano.
La constitución fue revisada por última vez mediante un referéndum el 18 de octubre de 2003. El nuevo texto entró en vigor el 29 de octubre de 2003.

## Estructura
La Constitución de 1991, revisada en 2003, contiene 156 artículos, divididos en 8 títulos:
- Título I - Principios generales
- Título II - Los derechos fundamentales, libertades y obligaciones
- Título III - Las autoridades públicas
- Título IV - La economía y las finanzas públicas
- Título V - Tribunal Constitucional
- Título VI - La integración euroatlántica
- Título VII - La revisión de la Constitución
- Título VIII - Disposiciones finales y transitorias